# Vireo cassinii
Vireo cassinii là một loài chim trong họ Vireonidae.